# Червяков, Евгений Вениаминович
Евге́ний Вениами́нович Червяко́в (27 декабря 1899 — 17 февраля 1942) — советский и российский кинорежиссёр, актёр, сценарист; командир Красной армии, героически погибший при обороне Ленинграда.

## Биография
Евгений Червяков родился в селе Абдулино Самарской губернии в 1899 году. Учился в мужской гимназии. В 1917 году в составе Красной гвардии принял участие в нескольких боях. В 1918 году отучился на актёрском отделении драматургической школы Уфы и с 1919 по 1921 год служил в рабочем театре Ейска. В 1924 году переехал в Ленинград, где работал актёром и ассистентом режиссёра «Севзапкино». Одновременно продолжал учиться и в 1925 году окончил Государственный техникум кинематографии (ныне — ВГИК).
С конца 1920-х работал первым режиссёром, поставил такие фильмы, как «Девушка с далёкой реки» (1927 год) и «Поэт и царь» (1927 год, совместно с Владимиром Гардиным). Последняя работа — не только первый фильм о Пушкине, но и первая советская кинопостановка на историко-биографическую тематику:

В. Гардину и Е. Червякову предстояло впервые порвать с традициями буржуазного биографического фильма. Они насытили свой сценарий социальными мотивировками, подчеркнули глубокий конфликт, существующий между Пушкиным и царским режимом. Они оттенили гражданскую, тираноборческую линию в судьбе великого национального поэта. Этим они проложили дорогу не только другим пушкинским фильмам, но и аналогичным кинопроизведениям из жизни замечательных людей, которые и теперь у нас снимаются
Отсутствие опыта в воплощении этого жанра сказалось как на художественных качествах, так и на исторической достоверности фильма. Как серьёзный недостаток постановки критиками часто упоминается отсутствие портретного сходства Евгения Червякова с А. С. Пушкиным, роль которого тот исполнил в картине сам. При этом большинство источников считают, что «фильм имел известное культурно-просветительное значение, привлекал зрителя своей темой и был одной из наиболее посещаемых картин тех лет».
Александр Довженко очень высоко отзывался о творчестве Евгения Червякова: «Он первый создал у нас лирический жанр, и я много у него воспринял». Работу в кино совмещал с преподаванием в Институте сценических искусств. Среди его учеников Илья Фрез, Сергей Поначевный, Леонид Кмит и другие.
Начало Великой Отечественной войны застало Евгения Червякова в Ленинграде. Вместе со студией «Ленфильм» он подлежал эвакуации, но написал заявление с просьбой оставить его для участия в защите города. В 1941 году режиссёр выпустил сюжет «У старой няни» для Боевого киносборника № 2 (август 1941 года), а также в качестве актёра снялся в главной роли сюжета «Случай на телеграфе» (французский император посылает Гитлеру телеграмму: «Не советую зпт пробовал зпт не вышло тчк Наполеон»).
В начале осени 1941 года Евгений Червяков ушёл на фронт. Был младшим командиром, помощником командира взвода. С 18 ноября 1941 года обучался на краткосрочных командирских курсах.
В декабре 1941 года назначен командиром стрелковой роты 163-го стрелкового полка, 11-й стрелковой дивизии, 54-й армии, в звании лейтенанта.
16 февраля 1942 года в бою получил пулевое ранение живота, попал в 94-й медсанбат 54-й армии, где скончался 17-го (в ряде источников 19-го) февраля 1942 года.
В мае 1964 года его прах был перенесён в братскую могилу мемориала в посёлке Новая Малукса Ленинградской области, а имя увековечено на мемориальной плите.

### Семья
- Первая жена — Надежда Ермакович, актриса.
  - Сын — Марк Евгеньевич Червяков (1927—1997), кандидат технических наук, заместитель директора Института физики земли.
    - Внучка — Ирина Марковна Бусыгина, политолог, профессор МГИМО.
- Вторая жена — немецкая журналистка Мария Остен.

## Оценки творчества
Кинокритик Пётр Багров в «Искусстве кино» констатирует культурологический парадокс и выражает определённое сожаление, что картины «Девушка с далёкой реки», «Золотой клюв» и «Мой сын» считаются утраченными (несколько частей последней из них найдены), в то время как последующие работы режиссёра сохранились. Пропагандистская драма о воспитательном значении ГУЛАГа «Заключённые», пустая комедия на околоколхозную тему «Станица Дальняя», история падения вредителей-железнодорожников из фильма «Честь» вредят репутации Е. Червякова, являясь «образцами моделей киномифов 1930-х годов». С другой стороны, многочисленные критики первой половины XX в. оставили о режиссёрском дебюте — фильме «Девушка с далёкой реки» — самые восторженные отзывы: одна из интереснейших картин не только российского, советского, но и мирового кинематографа, «она войдёт в историю кинематографа как исходная точка жанра»; «жанр, который формирует Е. Червяков, ещё никак не называется. Поэтика кинематографа молода и бедна, своих слов не имеет. Она паразитирует за счёт литературы. Мы условно называем вещи Червякова лирическим жанром в кинематографе».
П. А. Багров в своей диссертации «Основные тенденции ленинградского киноавангарда 1920-х годов» приводит акростих, посвящённый режиссёру, опубликованный ленинградской газетой «Кино», «обладающий сомнительными поэтическими достоинствами, но точно характеризующий положение режиссёра»:
Чем режиссёр сей не богат!

Едва сдав «Девушку» в прокат,

Родня он — есть тому причина —

Весьма талантливого «Сына».

Ясней не скажешь. Но потом —

Как то ни ново, как ни странно —

Он и поэзии экранной

Вдобавок сделался отцом!

## Дополнительная информация
Одна из работ Евгения Червякова — «Мой сын» — долгое время считалась утраченной. В 2008 году в Аргентине были найдены пять катушек 16-мм плёнки с фильмом, без оригинальных титров, который был атрибутирован как El Hijo del otro («Сын другого»). Копии фильма хранились в архиве Музея кино в Буэнос-Айресе. Это событие киноведы расценивают как «крупнейшее архивное открытие в истории русского кино за последние полвека» и сравнивают с «выходом на экран второй серии „Ивана Грозного“».

## Фильмография

### Актёр
- 1924 год — Банда батьки Кныша — эпизод
- 1925 год — Золотой запас — Зайцев (считается утраченным)
- 1925 год — Крест и маузер — эпизод
- 1927 год — Поэт и царь — Александр Пушкин
- 1929 год — Новый Вавилон — солдат национальной гвардии
- 1930 год — Города и годы — эпизод (сохранился без двух центральных частей)
- 1930 год — Заговор мёртвых — метрдотель (считается утраченным)
- 1931 год — Кровь земли — Фадза (считается утраченным)
- 1932 год — Победители ночи (считается утраченным)
- 1932 год — Три солдата — Жан Пельтье (считается утраченным)
- 1934 год — Женитьба Яна Кнукке — профессор Хольм (считается утраченным)
- 1941 год — Боевой киносборник № 2 — Наполеон

### Режиссёр
- 1927 год — Девушка с далёкой реки (считается утраченным)
- 1927 год — Поэт и царь
- 1928 год — Золотой клюв (считается утраченным)
- 1928 год — Мой сын (сохранился не полностью)
- 1930 год — Города и годы (сохранился без двух центральных частей)
- 1932 год — Музыкальная олимпиада (считается утраченным)
- 1936 год — Заключённые
- 1938 год — Честь
- 1939 год — Станица Дальняя
- 1941 год — Боевой киносборник № 2

### Сценарист
- 1927 год — Поэт и царь
- 1928 год — Золотой клюв (считается утраченным)
- 1928 год — Мой сын (сохранился не полностью)
- 1930 год — Города и годы (сохранился без двух центральных частей)